# العنصر (بني يدر)
العنصر هي إحدى مشيخات المملكة المغربية، تتبع جغرافيا لإقليم تطوان وإداريًا لبني يدر. يقدر عدد سكانها بـ 4620 نسمة حسب الإحصاء الرسمي للسكان والسكنى لسنة 2004.